# Piotr Kosewicz
Piotr Józef Kosewicz (ur. 31 maja 1974 r. w Zawidowie) – polski niepełnosprawny lekkoatleta specjalizujący się w rzucie dyskiem klasyfikacji F52, wicemistrz świata, dwukrotny mistrz Europy i złoty medalista Igrzysk Paraolimpijskich. Wcześniej występował w biathlonie i biegach narciarskich.

## Życiorys
Piotr urodził się 31 maja w 1974 roku w Zawidowie. W wieku 14 lat uległ wypadkowi, powodując paraliż czterokończynowy. Przygodę ze sportem zaczął w dyscyplinach zimowych jako zawodnik pozycji siedzącej. Dołączając do klubu „Start” Nowy Sącz, pierwszym jego trenerem w latach 1995-1999 został Kazimierz Kałużny, zaś w 1999-2002 – Jan Czaja.
W 1998 roku wziął udział w zimowych igrzyskach paraolimpijskich w Nagano. Najlepszy wynik uzyskał w sztafecie 3×2,5 km, zajmując piąte miejsce. W rywalizacji indywidualnej najlepiej spisał się natomiast na biegowym dystansie 5 km, uzyskując ósmy wynik. Cztery lata później w Salt Lake City najlepiej wypadł w biegach na 5 km i 15 km, zajmując piąte miejsca.
W 2015 roku powrócił do uprawiania sportu. Tym razem zaczął rywalizację w lekkoatletyce, a od 2018 roku został powołany do reprezentacji Polski. Tego samego roku został mistrzem Europy w Berlinie w rzucie dyskiem, bijąc rekord mistrzostw Europy. Następnego roku podczas mistrzostw świata w Dubaju zdobył srebrny medal w rzucie dyskiem, przegrywając z Łotyszem Aigarsem Apinisem. W czerwcu 2021 roku obronił tytuł mistrza Europy w Bydgoszczy ponownie bijąc rekord mistrzostw Europy. Na Paraolimpiadzie 2020 w Tokio 28 sierpnia 2021 r. zdobył złoty medal w rzucie dyskiem (F52) z wynikiem 20,02 m.
W 2021 odznaczony Krzyżem Oficerskim Orderu Odrodzenia Polski.

## Rekordy
- Rekord mistrzostw Europy[7]
  - Rzut dyskiem (F52) – 20,86 (4 czerwca 2021, Bydgoszcz)

## Wyniki
| Rok  | Zawody                              | Miejscowość | Konkurencja        | Wynik | Pozycja    |
| ---- | ----------------------------------- | ----------- | ------------------ | ----- | ---------- |
| 2018 | Mistrzostwa Europy                  | Berlin      | Rzut dyskiem (F52) | 20,20 | 1. miejsce |
| 2019 | Mistrzostwa świata                  | Dubaj       | Rzut dyskiem (F52) | 20,58 | 2. miejsce |
| 2021 | Mistrzostwa Europy                  | Bydgoszcz   | Rzut dyskiem (F52) | 20,86 | 1. miejsce |
| 2021 | Igrzyska Paraolimpijskie Tokio 2020 | Tokio       | Rzut dyskiem (F52) | 20,02 | 1. miejsce |